# كرايغ واتسون (متسابق دراجات نارية)
كرايغ واتسون (بالإنجليزية: Craig Watson)‏ هو متسابق دراجات نارية أسترالي، ولد في 6 أغسطس 1976 في سيدني في أستراليا.